# 테크니컬 펜

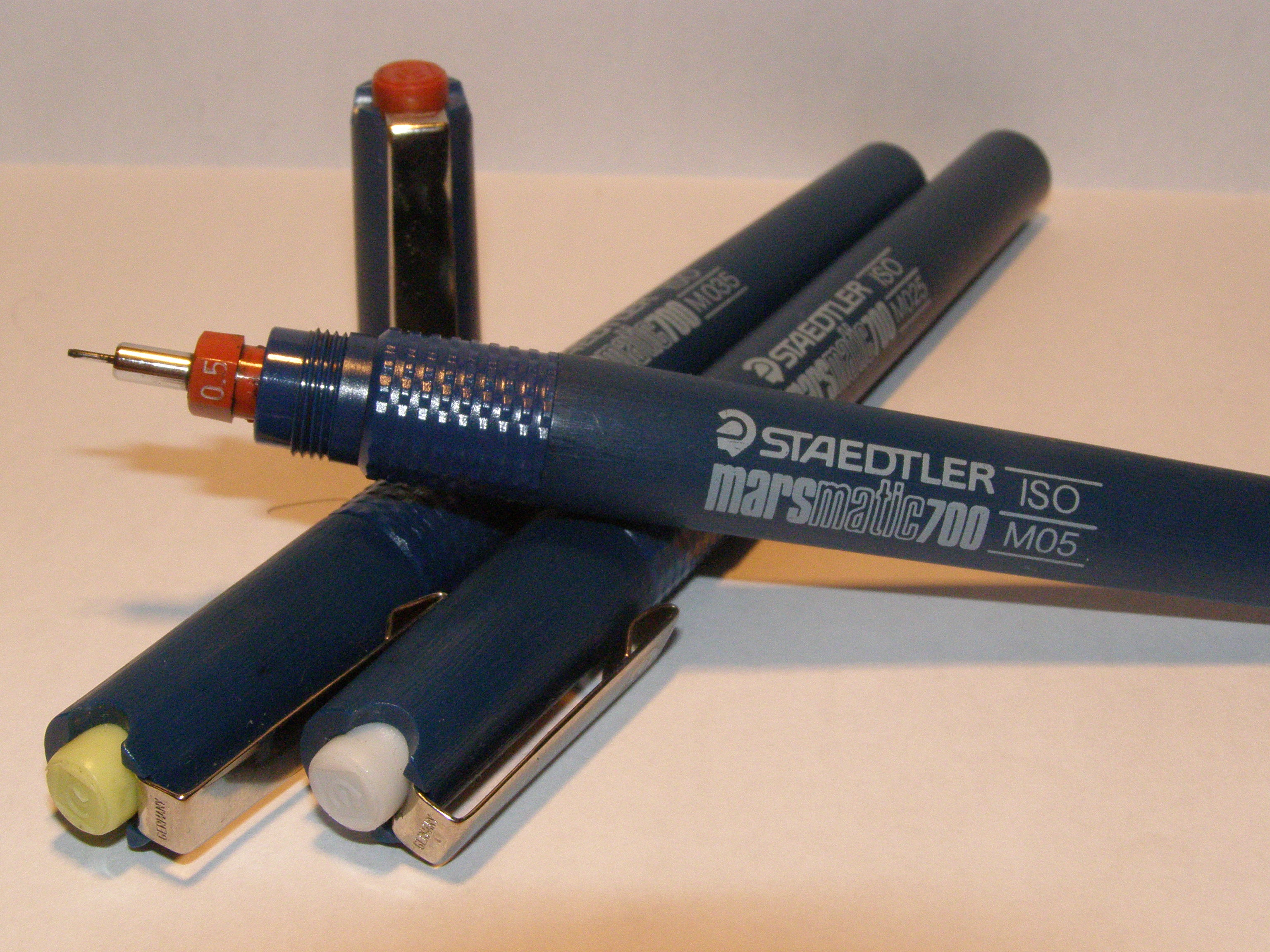
스테들러의 테크니컬 펜

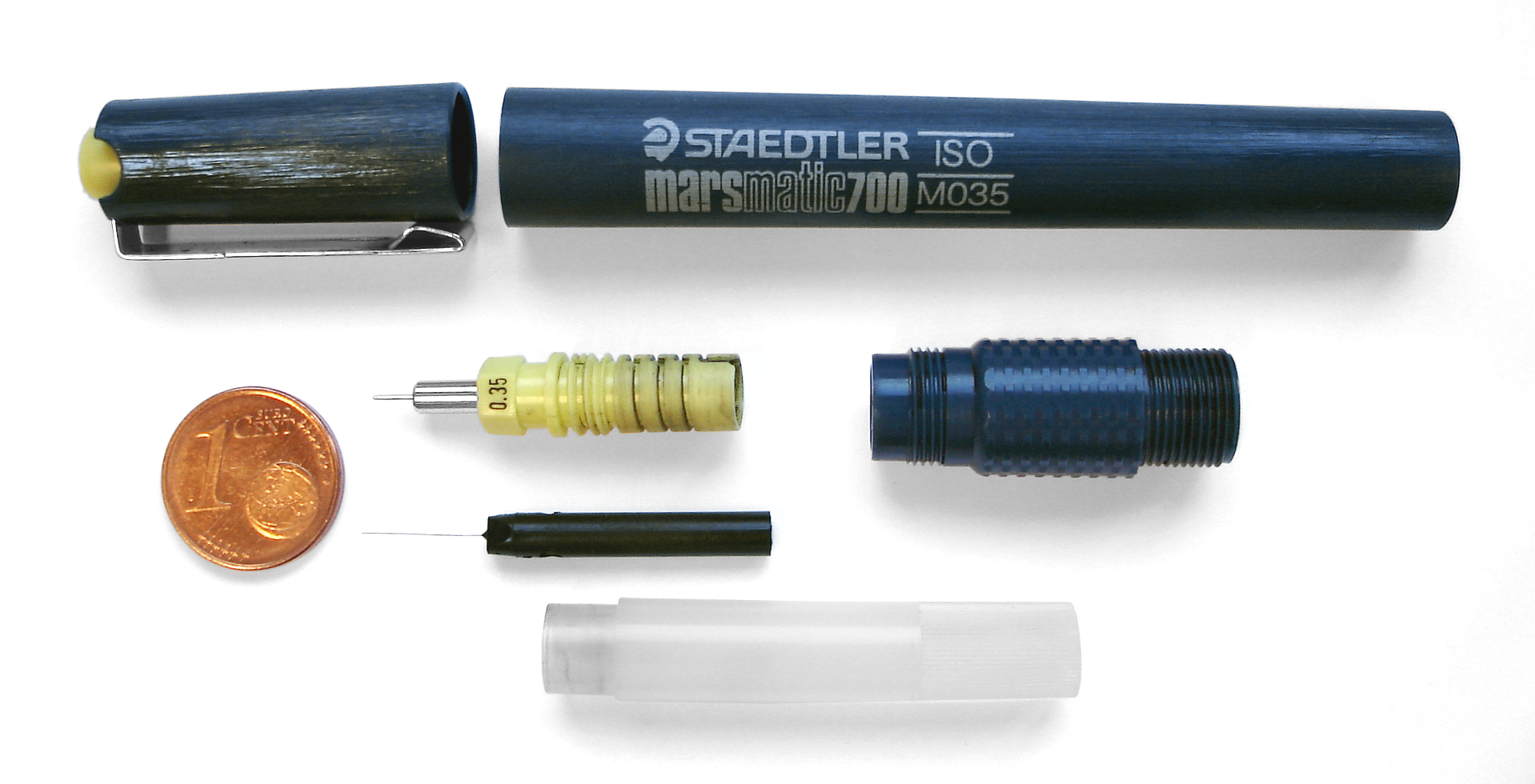
스테들러의 테크니컬 펜의 부품

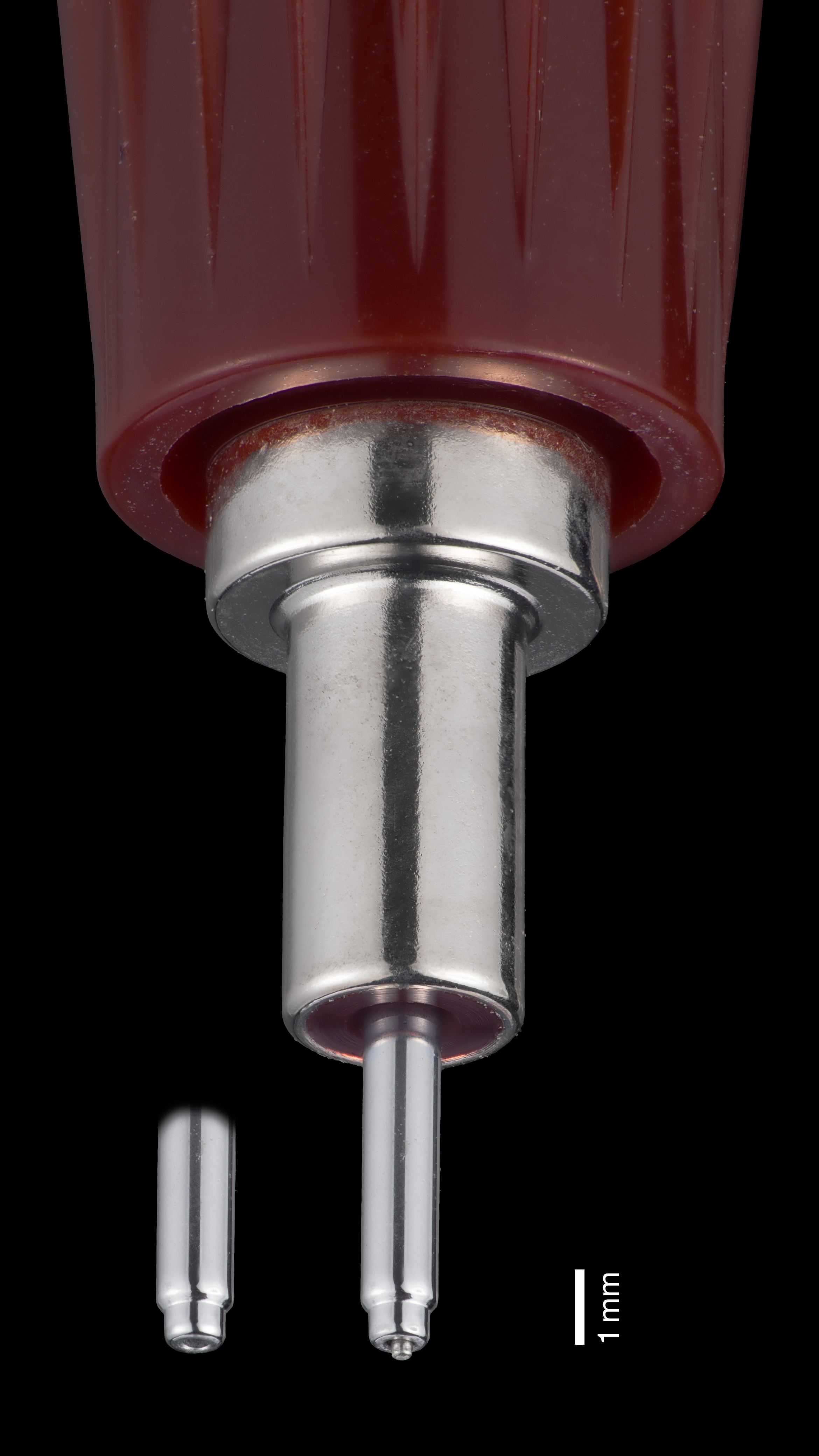
잉크 배출 조절선을 보여주는 0.7 mm 로트링 라피도그래프 닙의 매크로 사진

테크니컬 펜(technical pen)은 엔지니어, 건축가 또는 제도사가 건축, 엔지니어링 또는 기술 도면을 위해 일정한 폭의 선을 긋기 위해 사용하는 전문 기구다. 로트링 펜이라고도 불리는데, 원래는 독일의 상표명이지만 지금은 보통 명사화되어 사용되고 있는 것이다. "라피도그래프"는 테크니컬 펜의 상표 이름이다. 테크니컬 펜은 리필 가능한 잉크 저장소또는 교체 가능한 잉크 카트리지를 사용한다.

## 역사
초기의 테크니컬 펜 (오구)은 한 쌍의 작은 캘리퍼스로 구성되었고, 두 캘리퍼스 사이에 잉크를 머금고 있다. 캘리퍼스 사이의 간격을 조정하여 펜으로 그린 선의 너비를 조정할 수 있다. 초기의 테크니컬 펜은 종이에 일정한 각도로 유지하고 테두리를 긋기 위해 사용되었지만, 필기체의 쓰기 및 곡선 긋기에는 사용되지 않았다. 1934년에 출시된 'Graphos" 테크니컬 펜은 캘리퍼의 원리를 소형화하고 촉을 쉽게 교환할 수 있도록 했다.

## 같이 보기
- 펜의 종류, 상표, 제조사 목록
- 첨필